# ギゾ島
ギゾ島(ギゾとう、Ghizo Island)はソロモン諸島西部州(Western Province)にある島。州都のギゾがある。地元の悪名高い首狩り人にちなんで島名が付けられた。ニュージョージア島とコロンバンガラ島の西に位置する。
ギゾ島は周囲の島と比べると比較的小さく、長さ11km、幅5kmで、島の最高地点はマリンジ・ヒル(Maringe Hill)の180mである。
座標: 南緯8度5分 東経156度50分 / 南緯8.083度 東経156.833度